# Herbergen (Liebstadt)
Herbergen ist ein Ortsteil der sächsischen Stadt Liebstadt im Landkreis Sächsische Schweiz-Osterzgebirge.

## Geografie
Herbergen liegt etwa zwei Kilometer nördlich von Liebstadt auf einer Hochfläche, die sich zwischen der Seidewitz und der Bahre erstreckt. Das Dorf erstreckt sich in einer Höhenlage von ca. 380 Meter ü. NN in der Quellmulde eines Baches, der nach Norden hin der Seidewitz zufließt. Unmittelbar nördlich und südlich von Herbergen verlaufen zwei Porphyrzüge, die Höhen von 414 Meter ü. NN (Käferberg) bzw. 428 Meter ü. NN (Napoleonschanze) erreichen.

### Nachbarorte
|            |                                             | Borna       |
| Seitenhain | Kompassrose, die auf Nachbargemeinden zeigt |             |
|            | Liebstadt                                   | Göppersdorf |

## Geschichte
Das Waldhufendorf wurde erstmals 1455 als Herbergen urkundlich erwähnt. Weitere Namensformen sind als herbrygen (1492), Herberychen (um 1527), Herbrigen (1539) und Herwigenn (1551) überliefert.
Die Herkunft des Ortsnamens ist nicht eindeutig geklärt, kann aber im Zusammenhang zur Alten Dresden-Teplitzer Poststraße zu stehen, die unmittelbar östlich an Herbergen vorbeiführt. Da diese Verbindung immer auch eine Heerstraße war, die Armeen nutzten, um über das Osterzgebirge zu gelangen, kann der Name von einem Unterkunftsplatz für Kriegstruppen, als Ort, der das Heer bergt, abgeleitet sein. Möglicherweise ist aber auch ein ehemals vorhandenes Rasthaus für Reisende gemeint.
Das kleine Dorf (Flurgröße 278 Hektar) unterstand den Grundherren von Liebstadt, die auf Schloss Kuckuckstein residierten. Auch kirchlich und schulisch war Herbergen stets Liebstadt zugeordnet.
Aufgrund der Lage an der nach Böhmen führenden Straße wurde Herbergen insbesondere im Dreißigjährigen Krieg und während der Napoleonischen Freiheitskriege durch Einquartierungen und Plünderungen durchziehender Truppen stark in Mitleidenschaft gezogen. So befand sich zum Beispiel während der Kampfhandlungen von 1813 das Kriegslager der französischen 44. Division zwischen Borna und Herbergen. Von den Feldbefestigungen sind heute noch Reste auf dem Käferberg bzw. Hutberg erkennbar. Am 9. September 1813 hielt sich Napoleon I. selbst zur Truppenbeobachtung auf den Anhöhen um Herbergen auf. In Erinnerung an diese Zeit erhielt der Bergrücken südlich von Herbergen den Namen „Napoleonschanze“. Auch das heutige Dorfwappen stammt aus der Zeit nach 1813. Es wurde neu geschaffen, nachdem plündernde französische Truppen das alte Siegel mitgenommen hatten. Das Wappen zeigt eine Eiche, an die eine Sense, ein Rechen und Ackerpflug angelehnt sind.
Die damit versinnbildlichte Landwirtschaft war über viele Jahrhunderte wirtschaftlich prägend. Im unmittelbaren Umfeld des Dorfes befanden sich zudem noch im 19. Jahrhundert 3 Kalköfen zur Kalkbrennerei. Nach dem Zweiten Weltkrieg fanden einige Einwohner auch in Betrieben des Umlandes bzw. im Elbtal Arbeit.

### Entwicklung der Einwohnerzahl
| Jahr | Einwohnerzahl                                      |
| ---- | -------------------------------------------------- |
| 1551 | 16 besessene Mann, 10 Inwohner                     |
| 1748 | 11 besessene Mann, 2 Gärtner, 8 Häusler, 10½ Hufen |
| 1834 | 134                                                |
| 1871 | 136                                                |
| 1890 | 122                                                |
| 1910 | 120                                                |
| 1925 | 113                                                |
| 1939 | 110                                                |
| 1946 | 182                                                |
| 1950 | 159                                                |
| 1964 | 125                                                |